# Isola di Koldewey
L'isola di Koldewey (in russo: Остров Кольдевея, ostrov Kol'deveja) è un'isola russa nell'Oceano Artico che fa parte dell'arcipelago della Terra di Francesco Giuseppe.

## Geografia
L'isola di Koldewey si trova nella parte centro-meridionale della Terra di Francesco Giuseppe; ha una forma irregolare con una lunghezza massima di 3,7 km e una larghezza di 1,5 km; è piuttosto piatta e raggiunge un'altezza massima di 66 m s.l.m., da qui si innalzano due picchi di roccia di 6 m. A nord-ovest si estende un lungo promontorio, alla cui fine si trova la piccola isola di Schönau. Nella parte meridionale c'è il secondo punto più alto dell'isola (52 m).
Il territorio è completamente libero dalla morsa del ghiaccio; non ci sono laghi, ma in estate, nell'unica valle, si può vedere un piccolo torrente.
A ovest, lo stretto di Lavrov (пролив Лаврова, proliv Lavrova) la separa dalla grande isola di Hall; a nord-est ci sono invece le isole di Höchstetter.
L'isola è stata così chiamata in onore di Carl Koldewey, comandante della seconda spedizione tedesca in Groenlandia e alle Spitsbergen alla fine del XIX secolo.

## Isole adiacenti
- Isola di Schönau (Остров Шёнау, ostrov Šёnau), a nord-ovest.
- Isola di Salm (Остров Сальм, ostrov Sal'm), a sud-est.
- Isola di Hall (Остров Галля, ostrov Gallja), a ovest.
- Isole di Höchstetter (Острова Гохштеттера, ostrova Gohštetter), 3 isole a nord-est.